# Piestopleura
Piestopleura is een geslacht van vliesvleugelige insecten uit de familie Platygastridae.

## Soorten
- P. catilla (Walker, 1835)
- P. flavimanus Kieffer, 1926
- P. foersteri Kieffer, 1926
- P. garridoi Buhl, 2001
- P. laticauda Szabó, 1974
- P. laurae Vlug, 1991
- P. longiabdominata Szabó, 1974
- P. mamertes (Walker, 1835)
- P. nievesi Buhl, 2001
- P. seron (Walker, 1835)
- P. szelenyii Szabó, 1974
- P. thomsoni Kieffer, 1926
- P. trichosteresis Kozlov, 1971